# Robert Burns Woodward
Robert Burns Woodward (Boston, EUA 1917 - Cambridge, EUA 1979) fou un químic i professor universitari estatunidenc guardonat amb el Premi Nobel de Química l'any 1965. És considerat per molts com el químic orgànic sintètic més preeminent del segle xx, havent fet moltes contribucions clau al tema, especialment en la síntesi de productes naturals complexos i la determinació de la seva estructura molecular. També va treballar estretament amb Roald Hoffmann en estudis teòrics de reaccions químiques.

## Biografia
Woodward va néixer a Boston, Massachusetts, el 10 d'abril de 1917. Era fill de Margaret Burns (una immigrant d'Escòcia que afirmava ser descendent del poeta Robert Burns) i del seu marit, Arthur Chester Woodward, ell mateix fill de l'apotecari de Roxbury, Harlow Elliot Woodward.
El seu pare va ser una de les moltes víctimes de la pandèmia de grip de 1918.
Des de molt jove, Woodward es va sentir atret i es va dedicar als estudis privats de química mentre assistia a una escola primària pública, i després a la Quincy High School, a Quincy, Massachusetts. Quan va entrar a l'escola secundària, ja havia aconseguit realitzar la majoria dels experiments del llibre de text de química orgànica experimental de Ludwig Gattermann, llavors molt utilitzat. El 1928, Woodward es va posar en contacte amb el cònsol general del consolat alemany a Boston (Baró von Tippelskirch), i a través d'ell, va aconseguir obtenir còpies d'uns quants articles originals publicats en revistes alemanyes. Més tard, a la seva conferència sobre Cope, va recordar com s'havia fascinat quan, entre aquests articles, es va trobar per casualitat amb la comunicació original de Diels i Alder sobre la reacció de Diels-Alder. Al llarg de la seva carrera, Woodward va utilitzar i investigar repetidament i poderosament aquesta reacció, tant de manera teòrica com experimental. El 1933, va ingressar a l'Institut Tecnològic de Massachusetts (MIT), però va descuidar els seus estudis formals prou malament com per ser exclòs al final del trimestre de tardor de 1934. El MIT el va readmetre a la tardor de 1935 i el 1936 ja havia rebut el títol de llicenciat en ciències. Només un any més tard, el MIT li va concedir el doctorat, quan els seus companys encara es graduaven amb el títol de batxillerat. El treball doctoral de Woodward va implicar investigacions relacionades amb la síntesi de l'hormona sexual femenina estrona. El MIT requeria que els estudiants de postgrau tinguessin assessors de recerca. Els assessors de Woodward van ser James Flack Norris i Avery Adrian Morton, encara que no és clar si realment va seguir algun dels seus consells. Després d'un breu període postdoctoral a la Universitat d'Illinois, va obtenir una beca Junior a la Universitat Harvard de 1937 a 1938, i va romandre a Harvard en diverses funcions durant la resta de la seva vida. A la dècada del 1960, Woodward va ser nomenat Professor Donner de Ciència, títol que el va alliberar de l'ensenyament de cursos formals perquè pogués dedicar tot el seu temps a la recerca.
Woodward morí el 8 de juliol de 1979 a la seva residència de Cambridge, població de l'estat de Massachusetts, víctima d'un infart de miocardi.

## Recerca científica
La primera gran contribució de la carrera de Woodward a principis de la dècada del 1940 va ser una sèrie d'articles que descriuen l'aplicació de l'espectroscòpia ultraviolada en l'elucidació de l'estructura dels productes naturals. Woodward va reunir una gran quantitat de dades empíriques i després va idear una sèrie de regles anomenades regles de Woodward, que es podrien aplicar per esbrinar les estructures de noves substàncies naturals, així com molècules sintetitzades no naturals. L'ús convenient de tècniques instrumentals recentment desenvolupades va ser una característica de Woodward exemplificada al llarg de la seva carrera, i va marcar un canvi radical dels mètodes químics extremadament tediosos i llargs d'elucidació estructural que s'havien utilitzat fins aleshores.
El 1944, amb el seu investigador postdoctoral, William von Eggers Doering, Woodward va informar de la síntesi de l'alcaloide quinina, utilitzat per tractar la malària. Tot i que la síntesi es va donar a conèixer com un avenç en l'obtenció del compost medicinal difícil d'obtenir del sud-est asiàtic ocupat japonès, en realitat va ser massa llarga i tediosa per adoptar-la a escala pràctica. No obstant això, va ser una fita per a la síntesi química. La visió particular de Woodward en aquesta síntesi va ser adonar-se que el químic alemany Paul Rabe havia convertit un precursor de quinina anomenat quinotoxina en quinina el 1905. Per tant, una síntesi de quinotoxina (que Woodward va sintetitzar realment) establiria una ruta per sintetitzar quinina. Quan Woodward va aconseguir aquesta gesta, la síntesi orgànica encara era en gran part una qüestió d'assaig i error, i ningú pensava que estructures tan complexes es poguessin construir realment. Woodward va demostrar que la síntesi orgànica es podria convertir en una ciència racional, i que la síntesi podria ser ajudada per principis de reactivitat i estructura ben establerts. Aquesta síntesi va ser la primera d'una sèrie de síntesis extremadament complicades i elegants que duria a terme.

### Treball posterior i el seu impacte

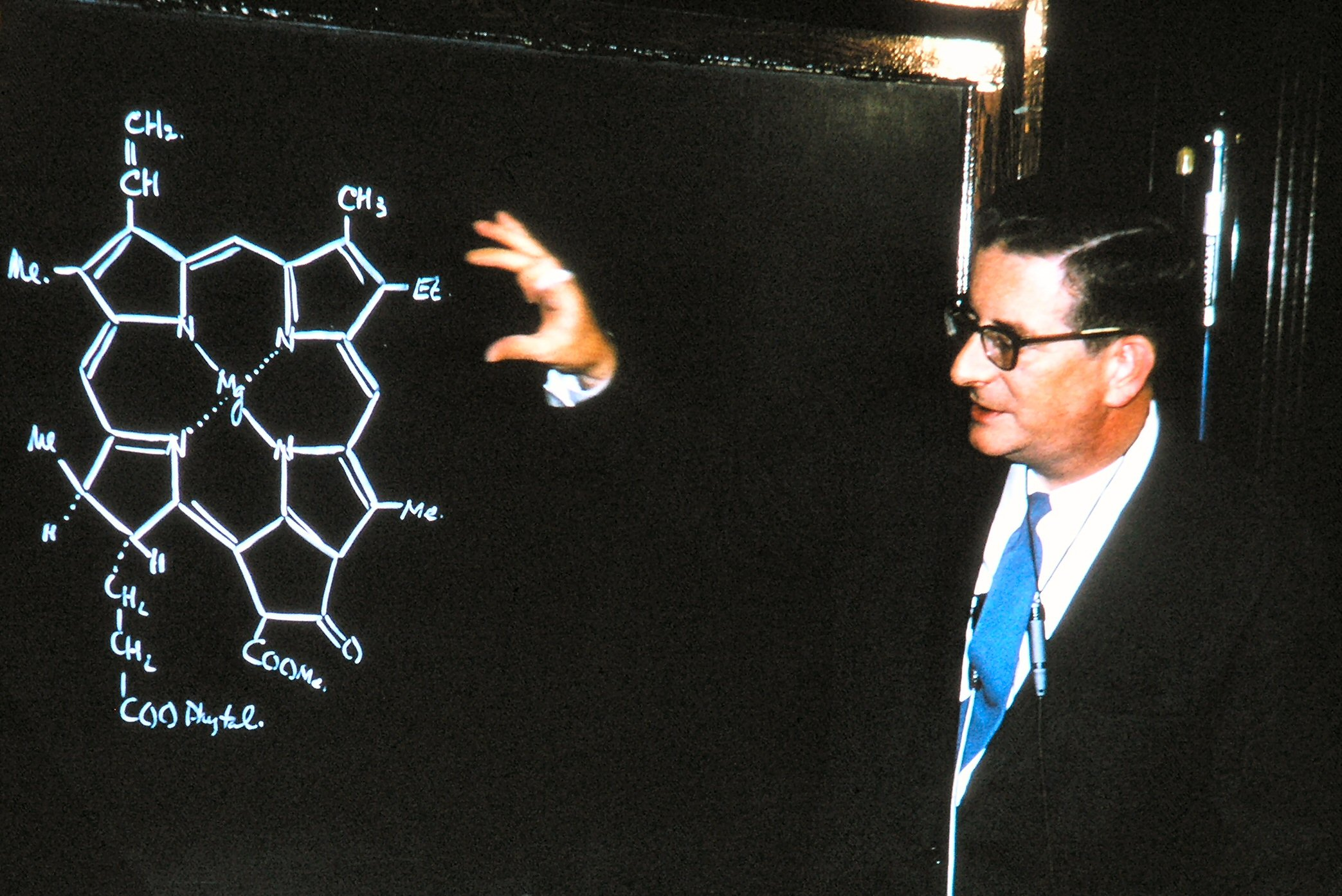
Woodward va parlar de la clorofil·la el 1965

Culminant a la dècada del 1930, els químics britànics Christopher Ingold i Robert Robinson, entre d'altres, havien investigat els mecanismes de les reaccions orgàniques i havien creat regles empíriques que podien predir la reactivitat de les molècules orgàniques. Woodward va ser potser el primer químic orgànic sintètic que va utilitzar aquestes idees com a marc predictiu en la síntesi. L'estil de Woodward va ser la inspiració per al treball de centenars de successius químics sintètics que van sintetitzar productes naturals d'importància medicinal i complexos estructurals.

### Síntesis orgàniques i premi Nobel
Interessat en la síntesi química de substàncies orgàniques, aconseguí sintetitzar el colesterol i la cortisona el 1951, l'estricnina el 1954, la reserpina el 1956 i la vitamina B₁₂ el 1971. Així mateix també va aconseguir reproduir en un laboratori la molècula de la clorofil·la, el pigment responsable del color verd de les plantes. Amb aquests, Woodward va obrir una nova era de síntesi, de vegades anomenada "era Woodwardiana", en la qual va demostrar que els productes naturals es podien sintetitzar mitjançant aplicacions acurades dels principis de la química orgànica física i mitjançant una planificació meticulosa.
Moltes de les síntesis de Woodward van ser descrites com a espectaculars pels seus col·legues i abans de fer-les, alguns van pensar que seria impossible crear aquestes substàncies al laboratori. També es va descriure que les síntesis de Woodward tenien un element d'art, i des de llavors, els químics sintètics sempre han buscat l'elegància i la utilitat en la síntesi. El seu treball també va implicar l'ús exhaustiu de les noves tècniques desenvolupades llavors d’espectroscòpia infraroja i, més tard, de l'espectroscòpia de ressonància magnètica nuclear. Una altra característica important de les síntesis de Woodward va ser la seva atenció a l'estereoquímica o la configuració particular de les molècules en l'espai tridimensional. La majoria dels productes naturals d'importància medicinal són efectius, per exemple com a fàrmacs, només quan tenen una estereoquímica específica. Això crea la demanda de Síntesi asimètrica, produint un compost amb una estereoquímica definida. Si bé avui una ruta sintètica típica implica habitualment aquest procediment, Woodward va ser pioner a mostrar com, amb una planificació exhaustiva i racional, es podien dur a terme reaccions estereoselectives. Moltes de les seves síntesis van implicar forçar una molècula a una determinada configuració instal·lant-hi elements estructurals rígids, una altra tàctica que s'ha convertit en estàndard avui. En aquest sentit, especialment les seves síntesis de reserpina i estricnina van ser fites importants.
Durant la Segona Guerra Mundial, Woodward va ser assessor de la War Production Board en el projecte de la penicil·lina. Tot i que sovint se'ls va donar crèdit per proposar l'estructura betalactàmica de la penicil·lina, en realitat va ser proposada per primera vegada pels químics de Merck i Edward Abraham a Oxford i després també la van investigar altres grups (per exemple, Shell). Woodward va aprovar al principi una estructura tricíclica incorrecta (tiazolidina fusionada, oxazinona pont amino) presentada pel grup de la penicil·lina a Peoria. Posteriorment, va posar el seu imprimatur a l'estructura de la betalactama, tot això en oposició a l'estructura tiazolidina – oxazolona proposada per Robert Robinson, el llavors químic orgànic líder de la seva generació. Finalment, Dorothy Hodgkin va demostrar que l'estructura beta-lactàmica era correcta mitjançant cristal·lografia de raigs X el 1945.
Woodward també va aplicar la tècnica de l'espectroscòpia infraroja i la degradació química per determinar les estructures de molècules complicades. Entre aquestes determinacions d'estructura destaquen l'àcid santònic, l'estricnina, la magnamicina i la terramicina. En cadascun d'aquests casos, Woodward va tornar a mostrar com els fets racionals i els principis químics, combinats amb la intuïció química, es podrien utilitzar per aconseguir la tasca.
A principis de la dècada del 1950, Woodward, juntament amb el químic britànic Geoffrey Wilkinson, aleshores a Harvard, van postular una nova estructura per al ferrocè, un compost que consisteix en una combinació d'una molècula orgànica amb ferro. Això va marcar l'inici del camp de la química organometàl·lica dels metalls de transició que es va convertir en un camp industrialment molt important. Wilkinson va guanyar el Premi Nobel per aquest treball l'any 1973, juntament amb Ernst Otto Fischer. Alguns historiadors pensen que Woodward hauria d'haver compartit aquest premi juntament amb Wilkinson. Notablement, el mateix Woodward ho va pensar i va expressar els seus pensaments en una carta enviada al Comitè Nobel.
El 1965 li fou concedit el Premi Nobel de Química pels seus treballs en la síntesi de materials naturals. Havia estat nominat un total de 111 vegades entre 1946 i 1965. A la seva conferència sobre el Nobel, va descriure la síntesi total de l'antibiòtic cefalosporina i va afirmar que havia impulsat el calendari de síntesi perquè es completés al voltant del moment de la cerimònia del Nobel.

### Síntesi B12i regles de Woodward–Hoffmann
A principis dels anys 60, Woodward va començar a treballar en el que era el producte natural més complex sintetitzat fins aleshores : la vitamina B 12. En una col·laboració notable amb el seu col·lega Albert Eschenmoser a Zuric, un equip de gairebé cent estudiants i postdoctorals va treballar durant molts anys en la síntesi d'aquesta molècula. El treball es va publicar finalment el 1973 i va marcar una fita en la història de la química orgànica. La síntesi va incloure gairebé un centenar de passos, i va implicar la planificació i les anàlisis rigoroses característics que sempre havien caracteritzat l'obra de Woodward. Aquest treball, més que cap altre, va convèncer els químics orgànics que la síntesi de qualsevol substància complexa era çpossible, amb el temps i la planificació suficients (vegeu també palytoxin, sintetitzada pel grup de recerca de Yoshito Kishi, un dels estudiants postdoctorals de Woodward). A partir del 2019, no s'ha publicat cap altra síntesi total de vitamina B <sub 12.
Aquell mateix any, basant-se en les observacions que Woodward havia fet durant la síntesi de B 12, ell i Roald Hoffmann van idear regles (ara anomenades regles de Woodward-Hoffmann) per dilucidar l'estereoquímica dels productes de les reaccions orgàniques. Woodward va formular les seves idees (que es basaven en les propietats de simetria dels orbitals moleculars) basant-se en les seves experiències com a químic orgànic sintètic; va demanar a Hoffman que realitzés càlculs teòrics per verificar aquestes idees, que es van fer utilitzant el mètode de Hückel ampliat de Hoffmann. Les prediccions d'aquestes regles, anomenades " regles de Woodward-Hoffmann " van ser verificades per molts experiments. Hoffmann va compartir el Premi Nobel de 1981 per aquest treball juntament amb Kenichi Fukui, un químic japonès que havia fet un treball similar amb un enfocament diferent; Woodward havia mort el 1979 i els premis Nobel no s'atorguen a títol pòstum.

### Institut Woodward
Mentre estava a Harvard, Woodward va assumir la direcció de la Woodward Research Institute, amb seu a Basilea, Suïssa, el 1963. També es va convertir en síndic de la seva alma mater, el MIT, de 1966 a 1971, i de l'Institut Weizmann de Ciències a Israel.
Woodward va morir a Cambridge, Massachusetts, d'un atac de cor mentre dormia. En aquell moment, treballava en la síntesi d'un antibiòtic, l'eritromicina. Un estudiant seu va dir sobre ell:
Li dec molt a RB Woodward. Em va demostrar que es podia atacar problemes difícils sense tenir una idea clara del seu resultat, però amb la confiança que la intel·ligència i l'esforç els resoldrien. Em va mostrar la bellesa de la química orgànica moderna i la rellevància per al camp del raonament detallat i acurat. Em va demostrar que no cal especialitzar-se. Woodward va fer grans contribucions a l'estratègia de síntesi, a la deducció d'estructures difícils, a la invenció de la nova química i també a aspectes teòrics. Va ensenyar als seus alumnes amb l'exemple la satisfacció que comporta la immersió total en la nostra ciència. Guardo el record de la meva associació amb aquest químic extraordinari.

## Publicacions
Durant la seva vida, Woodward va ser autor o coautor de gairebé 200 publicacions, de les quals 85 són articles complets, la resta comprèn comunicacions preliminars, el text de conferències i ressenyes. El ritme de la seva activitat científica va superar aviat la seva capacitat per publicar tots els detalls experimentals, i bona part de l'obra en què va participar no es va publicar fins uns anys després de la seva mort. Woodward va formar més de dos-cents doctorats. estudiants i treballadors postdoctorals, molts dels quals després van desenvolupar una carrera distingida.
Alguns dels seus estudiants més coneguts són Robert M. Williams (Colorado State), Harry Wasserman (Yale), Yoshito Kishi (Harvard), Stuart Schreiber (Harvard), William R. Roush (Scripps-Florida), Steven A. Benner (UF), James D. Wuest (Montreal), Christopher S. Foote (UCLA), Kendall Houk (UCLA), el químic de porfirina Kevin M. Smith (LSU), Thomas R. Hoye (Universitat de Minnesota), Ronald Breslow (Universitat de Colúmbia),) i David Dolphin (UBC).
Woodward tenia un coneixement enciclopèdic de química i una memòria extraordinària per als detalls. Probablement, la qualitat que més el va diferenciar dels seus companys va ser la seva notable capacitat per lligar fils de coneixement dispars de la literatura química i posar-los en contacte amb un problema químic.

## Vida personal

### Família
El 1938 es va casar amb Irja Pullman; van tenir dues filles: Siiri Anna (n. 1939) i Jean Kirsten (n. 1944). El 1946 es va casar amb Eudoxia Muller, una artista i tècnica a qui va conèixer la Polaroid Corp. D'aquest matrimoni, que va durar fins al 1972, va tenir una filla i un fill: Crystal Elisabeth (n. 1947) i Eric Richard Arthur (n.. 1953).

### Idiosincràsies
Les seves conferències sovint duraven tres o quatre hores. La seva conferència més llarga coneguda va definir la unitat de temps coneguda com "Woodward", després de la qual es considerava que les seves altres conferències eren tants "milli-Woodward". En molts d'aquests, va evitar l'ús de diapositives i va dibuixar estructures amb guix multicolor. Normalment, per començar una conferència, Woodward arribava i posava dos grans mocadors blancs al taulell. A sobre hi hauria quatre o cinc colors de guix (peces noves), ordenades ordenadament per colors, en una llarga fila. A l'altre mocador es col·locaria una filera de cigarrets igualment impressionant. El cigarret anterior serviria per encendre el següent. Els seus seminaris de dijous a Harvard sovint duraven fins ben entrada la nit. Tenia una fixació amb el blau, i molts dels seus vestits, el seu cotxe i fins i tot la seva plaça d'aparcament eren de color blau.
En un dels seus laboratoris, els seus alumnes van penjar del sostre una gran fotografia en blanc i negre del mestre, amb una gran "corbata" blava. Allà va estar penjat durant uns anys (principis de la dècada de 1970), fins que es va cremar en un petit incendi de laboratori. Detestava l'exercici, podia aguantar bé amb només unes hores de son cada nit, era un gran fumador i li agradava el whisky escocès i els martinis.

## Honors i premis
Pel seu treball, Woodward va rebre molts premis, honors i doctorats honoris causa, inclosa l'elecció a l'Acadèmia Americana de les Arts i les Ciències el 1948, l'Acadèmia Nacional de Ciències el 1953, la Societat Filosòfica Americana el 1962, i pertinença a acadèmies d'arreu del món. També va ser consultor de moltes empreses com Polaroid, Pfizer i Merck. Altres premis són:
- Medalla John Scott, del Franklin Institute i de la ciutat de Filadèlfia, 1945
- Premi Leo Hendrik Baekeland, de la Secció de North Jersey de la Societat Química Americana, 1955[20]
- Escollit Membre estranger de la Royal Society (ForMemRS) el 1956[15]
- Medalla Davy, de la Royal Society el 1959
- Medalla Roger Adams, de l'American Chemical Society el 1961
- Medalla d'Or Pius XI, de la Pontifícia Acadèmia de les Ciències l'any 1969
- National Medal of Science dels Estats Units el 1964 (Per un nou enfocament imaginatiu a la síntesi de molècules orgàniques complexes i, especialment, per les seves brillants síntesis d'estricnina, reserfina, àcid lisèrgic i clorofil·la.)
- Premi Nobel de Química el 1965
- Premi Willard Gibbs de la Secció de Chicago de l'American Chemical Society el 1967[21]
- Medalla Lavoisier de la Société chimique de France el 1968
- L'orde del sol naixent, segona classe de l'emperador del Japó el 1970
- Medalla Memorial Hanbury de la Societat Farmacèutica de Gran Bretanya el 1970
- Medalla Pierre Bruylants de la Universitat de Lovaina el 1970
- AMA Scientific Achievement Award el 1971
- Arthur C. Cope Award de la American Chemical Society, compartit amb Roald Hoffmann el 1973
- Medalla Copley de la Royal Society, Londres el 1978

### Graus honorífics
Woodward també va rebre més de vint títols honorífics, inclosos doctorats honoris causa de les següents universitats:
- Universitat Wesleyana el 1945;
- Universitat Harvard el 1957;
- Universitat de Cambridge el 1964;
- Universitat de Brandeis el 1965;
- Technion Israel Institute of Technology a Haifa el 1966;
- University of Western Ontario al Canadà el 1968;
- Universitat de Lovaina a Bèlgica, 1970.